# Excoecaria acerifolia
Excoecaria acerifolia là một loài thực vật có hoa trong họ Đại kích. Loài này được Didr. mô tả khoa học đầu tiên năm 1857.